# Senda Gharbi
Senda Gharbi (sinh ngày 29 tháng 1 năm 1967) là một vận động viên bơi lội người Tunisia. Bà đã tham gia bốn nội dung tại Thế vận hội Mùa hè 1988.